# Schronisko w Zamkowej Strażnicy
Schronisko w Zamkowej Strażnicy – schronisko na Wyżynie Olkuskiej będącej częścią Wyżyny Krakowsko-Częstochowskiej. Znajduje się w skale Zamkowa Strażnica (na mapie Geoportalu opisanej jako Kobyłka) w Dolinie Kluczwody, pod względem administracyjnym w województwie małopolskim, w powiecie krakowskim, w gminie Wielka Wieś, w granicach wsi Wielka Wieś.

## Opis obiektu
Schronisko ma jeden duży otwór o północno-zachodniej ekspozycji. Znajduje się w skale tuż nad gruntową drogą biegnącą po lewej stronie potoku Wierzchówka, zaraz za pojedynczym gospodarstwem. Otwór położony jest na wysokości 2,5 m nad ziemią i wejście do niego wymaga wspinaczki po pionowej skale. Otwór o szerokości około 2 m znajduje się pod niewielkim okapem. Od otworu wznosi się w górę, w kierunku południowo-wschodnim korytarzyk o wysokości kilkudziesięciu centymetrów i długości 7 m. Z jego środkowej części z trudem można przedostać się do niewielkiego kominka o wysokości ok. 2 m. Powstał on na równoległej szczelinie.
Jest to schronisko pochodzenia krasowego. Powstało wskutek wymycia przez wodę bardziej miękkich międzyławicowych warstw skały. Tylko miejscami na jego dnie znajduje się nieco gliny i drobnego skalnego rumoszu, poza tym dno tworzy spąg. W stropie występują niewielkie erozyjne jamki. Z nacieków występują drobne makarony i mleko wapienne. Na ścianach przy otworze rośnie paproć z rodzaju zanokcic, mchy i glony, głębsze partie są ciemne. Ze zwierząt obserwowano muchówki, wije, motyla szczerbówkę ksieni Scoliopteryx libatrix oraz pajęczaki (m.in. sieciarza jaskiniowego Meta menardi, zaleszczotki).

## Historia poznania i eksploatacji
Schronisko zapewne znane było od dawna, gdyż jego otwór jest z ziemi dobrze widoczny. Ze względu na trudny dostęp prawdopodobnie odwiedzane było rzadko. Po raz pierwszy opisał go Norbert Sznober w 2015 roku, on też sporządził jego plan.

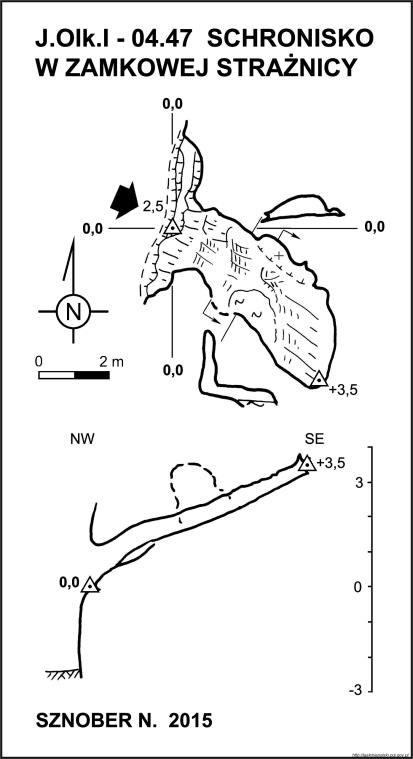
Plan